# Thaddée Siryuyumunsi
Thaddée Siryuyumunsi (Katonde, 1927 - Post. 1971) fue un político burundés, que se desempeñó como el primer presidente de la Asamblea Nacional de Burundi, entre 1961 y 1965. También fue Senador y Ministro de Información.

## Biografía
Nació en 1927, en el pueblo de Katonde, en la provincia de Ngozi, entonces en la colonia belga de Ruanda-Urundi. Nació en una familia campesina perteneciente a la etnia hima, parte del grupo étnico tutsi ampliado. Realizó su educación primaria en una escuela misionera y realizó su educación secundaria en el Groupe Scolaire de Astrida, en Ruanda.
Posteriormente trabajó para la administración colonial belga de Ruanda-Urundi, laborando en la oficina de administración fiduciaria en Buyumbura y siendo secretario privado del Rey Mwambutsa IV entre 1949 y 1958. También dirigió un departamento de gobierno local en el distrito de Gihimga (Provincia de Guitega) y dirigió la jefatura de Nyabikere (Provincia de Karuzi).

### Carrera política
A principios de la década de 1960, se convirtió en un ferviente partidario del príncipe Louis Rwagasore y su partido político, la Unión para el Progreso Nacional (UPRONA), a cuya dirección llegó a pertenecer. En el gobierno interino dirigido por el primer ministro Joseph Cimpaye en 1961, se desempeñó brevemente como Ministro de Información. El 18 de septiembre de 1961 se celebraron elecciones para determinar la composición de la nueva Asamblea Legislativa, donde la UPRONA obtuvo una mayoría absoluta, por lo cual Rwagasore fue designado primer ministro. Siryuyumunsi fue elegido para un escaño en representación del distrito electoral de Karuzi, y el 28 de septiembre fue elegido como el primer Presidente de la Asamblea Legislativa. Durante su mandato estuvo estrechamente afiliado al Rey.
Tan solo unas semanas después, el 13 de octubre de 1961, el primer ministro Rwagasore fue asesinado en un complot urdido por políticos opositores. Su muerte avivó las divisiones al interior de la UPRONA, con el hutu Paul Mirerekano liderando una facción denominada «grupo de Monrovia» - de tendencia moderada respecto a Occidente - y en contraposición al nuevo primer ministro, el ganwa (tutsi) André Muhirwa, líder de la facción llamada «grupo de Casablanca» - de ideología antioccidental-. A pesar de la composición predominantemente hutu del «grupo de Monrovia», Siryuyumunsi lideró la facción del grupo en la Asamblea. Por intervención del Rey Mwambutsa, en septiembre de 1962 se celebró un congreso de la UPRONA para resolver la disputa por el liderazgo, lo que llevó a que a Muhirwa, a Mirerekano y a Siryuyumunsi se le asignaran vicepresidencias del partido.
El 23 de marzo de 1963, Muhirwa ordenó el arresto de Siryuyumunsi y otros dos líderes de Monrovia, pero Mwambutsa intervino y consiguió su liberación el 5 de mayo. La Asamblea estaba fuera de sesión en ese momento y cuando se volvió a reunir el 14 de mayo, sus miembros debatieron intensamente la elección de un presidente. Dos días después, Siryuyumunsi fue reelegido presidente con 33 de los 64 votos; adicionalmente, el organismo lo designó miembro del Consejo de la Corona del Rey el 22 de mayo. Animó activamente a Burundi a reconocer a la comunista República Popular China y al año siguiente encabezó una delegación parlamentaria de tres personas a ese país y a la Unión Soviética. Mientras el Rey se involucró cada vez más en política y, a finales de 1963 y principios de 1964, concentró el poder en la Corona y fuera del gobierno parlamentario. Siryuyumunsi se unió a los demás miembros de la mesa de la Asamblea para protestar por presuntas violaciones constitucionales por parte de la monarquía en febrero y marzo de 1964.
En enero de 1965 fue asesinado el primer ministro Pierre Ngendandumwe, lo cual provocó una crisis política. Entonces, el Rey convocó a nuevas elecciones generales en mayo de 1965, donde los hutus obtuvieron 23 de los 33 escaños de la Asamblea Nacional. Aunque la UPRONA obtuvo una cómoda mayoría de 21 escaños, para entonces el partido había perdido cohesión y fue superado por el faccionalismo. Posteriormente, la Asamblea eligió a hutus para su mesa directiva, con Émile Bucumi reemplazando a Siryuyumunsi como Presidente, mientras este era elegido Senador. Mientras se discutía la designación de un nuevo primer ministro, los diputados hutus propusieron a Gervais Nyangoma como su candidato, pero el Rey rechazó su nominación, lo cual provocó su indignación. Mientras tanto, los parlamentarios tutsis propusieron a Siryuyumunsi para el puesto, pero también fue rechazado.  El 13 de septiembre, Mwambutsa seleccionó a Léopold Biha, un Ganwa de confianza asociado con su corte, para dirigir el gobierno.
En octubre de ese mismo año, un grupo de soldados hutus lanzó un intento de golpe de Estado. Aunque fracasó, Biha fue herido y posteriormente el Parlamento fue clausurado. El 15 de marzo de 1966, Biha renovó su gobierno y nombró a Siryuyumunsi como Ministro de Estado. El 8 de julio, el príncipe heredero Charles Ndizeye dio un golpe de Estado: Se proclamó jefe de Estado, suspendió la Constitución y destituyó al gobierno de Biha, nombrando uno nuevo liderado por el Capitán Michel Micombero. Poco después surgió un conflicto entre el nuevo Rey y el primer ministro Micombero, lo cual desembocó en un nuevo golpe de Estado el 28 de noviembre, que abolió la monarquía y estableció la República de Burundi, con Micombero como su nuevo presidente. A partir de entonces, el papel de Siryuyumunsi en la política disminuyó.

### Vida posterior
En la primavera de 1968, fue acusado de escribir un tratado monárquico que atacaba al régimen de Micombero, por lo cual fue arrestado y condenado a 10 años de prisión en enero de 1969. Fue puesto en libertad el 1 de julio de 1971 y comenzó a trabajar en RUCEP. Murió más adelante.